# 阿波ポーク
阿波ポーク（あわポーク）は、かつて徳島県で生産されていたブランド豚、銘柄豚肉のひとつであった。平成30年8月31日、生産が終了された。

## 概要
徳島県が独自に開発した系統造成豚「アワヨーク」に、ランドレース種とデュロック種の系統造成豚を三元雑種豚を肥育養豚として阿波ポーク飼育マニュアルのもと、協議会の指定を受けた県内の農家により飼育・生産されている。阿波畜産3ブランドのひとつで、他に阿波尾鶏、阿波牛がある。

## 歴史
平成7年（1995年）より「阿波ポークブランド確立対策協議会」が設立。平成8年（1996年）から生産され、平成12年（2000年）は15,000頭を生産した。